# Kromov glasnik
Kromov glasnik je epizoda Zagora objavljena u svesci br. 154. u izdanju Veselog četvrtka. Na kioscima u Srbiji se pojavila 21. novembra 2019. Koštala je 270 din. (2,27 €; 2,65 $) Imala je 94 strane. Ova sveska sadrži nastavak epizode koja je započela u svesci Krik Vile zloslutnice (#153).

## Originalna epizoda
Originalna epizoda pod nazivom L'araldo di Cromm objavljena je premijerno u #622. regularne edicije Zagora u izdanju Bonelija u Italiji 3. maja 2017. Epizodu je nacrtao Đulijano Pičinino, a scenario napisao Moreno Buratini. Naslovnicu je nacrtao Alessandro Piccinelli. Koštala je 3,9 €.

## Detaljan sadržaj
Zagor traži od Lušusa da mu objasni ko su te maskirane osobe, i zašto žele da ih ubiju, i Lušus pristaje da mu ispriča sve. On mu najpre priča legendu o Džeku O’Lanternu, čoveku koji je prevario đavola, zbog čega ga nisu primili ni u raj ni u pakao. Džek je bio osuđen da luta sa svetiljkom napravljenoj od bundeve sa licem đavola, što je kasnije postao običaj za Noć veštica. U Irskoj, taj praznik se zove Savin, i slave ga veštice drevne religije Vika. U davnoj prošlosti, na taj dan su se prinosile životinjske, ali i ljudske žrtve. Pojavom hrišćanstva, ukinuto je prinošenje ljudskih žrtava idolu Kromu Krueču, ritual koje su obavljale takozvane Kromove sluge. Lušus kaže da je u Irskoj bio profesor istorije na univerzitetu, i da je istražujući drevne dokumente pronašao tekst o Kromovim slugama i Kromovom glasniku, konjaniku sa vatrenom lobanjom. Taj tekst je zapravo izveštaj koji je napisao izvesni Hamfri Rali, koji je se tajno raspitivao o grupi pobunjenika, članovima sekte koji sebe nazivaju Kromove sluge. Potražio je više informacija o toj temi, ali je ubrzo shvatio da su to jedini dokumenti vezani za to u celoj biblioteci. Posetio je svog prijatelja Ejdana Linča, koji je rekao da su svi dokumenti o Raliju i Kromovim slugama spaljene kako bi ljudi zaboravili na to, ali da postoje priče o tome koje se prenose usmenim putem. On ga savetuje da zaboravi sve, i da više ne istražuje tu temu, ali Lušus odbija. Zagor i ostali tada iz olupine broda vide svetlo baklji, i shvataju da su maskirani ljudi, Kromove sluge, krenuli da ih traže, zbog čega Zagor kreće prema njima da bi saznao gde je njihovo skrovište. On dolazi do njih i napada ih, nakon čega nestaje u šumi. Dvojica maskiranih ljudi, od kojih je jedan ranjen, kreću nazad prema svojem skrovištu, ne znajući da ih Zagor prati. Nazad u olupini, Lušus nastavlja da priča Čiku o onome što se dogodilo. On kaže kako je nastavio da istražuje Kromove sluge, i da je primetio kako ga bibliotekar posmatra, pa je jedne večeri upao u njegovu kuću. U jednom sanduku je pronašao masku nalik onoj koju je Rali nacrtao u svom izveštaju, ali u tom trenutku u kuću upada grupa naoružanih ljudi sa istim takvim maskama, i kažu da su ga primetili kada je upao u kuću. Ubrzo se pojavljuje šef te grupe, i Lušus vidi da je to upravo njegov prijatelj Ejdan Linč. Ejdan kaže da su oni Kromove sluge, i da nameravaju da se pobune protiv Engleske, i ponovo započnu obrede sa prinošenjem ljudskih žrtava. On kaže da to nameravaju da učine magijom, i pokazuje mu mast koju je stvorio zahvaljujući svojim istraživanjima. Kada ta mast uđe Lušusu pod kožu, i on oseti njen miris, pred očima mu se javlja vizija sablasne ženske figure, Banši. Ejdan odlučuje da ne ubije Lušusa, već da ga drži zarobljenog sve dok ne pristane da im se pridruži i postane Kromov sluga. Za to vreme, Kromove sluge su krenule sa ubistvima, dok je Kromov glasnik, predvodnik grupe, izazivao požare. Lušus odlučuje da pobegne, i uspeva da onesvesti Ejdana i provuče se pored stražara, nakon čega prijavljuje grupu policiji. Policija i vojska hvata veliki broj Kromovih sluga, i sve ih osuđuje na smrt, ali pre smrti, Ejdan proklinje Lušusa, i kaže da će ga preostale Kromove sluge pronaći gde god se sakrio. Vojska i policija nakon toga štite Lušusa, ali Kromove sluge napadaju ženu njegovog brata Rajana, i ubijaju je, zbog čega on sa svojom preostalom porodicom beži u Ameriku. Nakon toga, grupa Kromovih slugu kreće za njim i ubija njegovog brata Rajana, upravo u vreme kada dolaze Zagor i Čiko. Za to vreme, prateći dvojicu Kromovih slugu, Zagor dolazi do njihovog skrovišta, gde vidi kako oni podnose izveštaj svom šefu, čoveku koji je obučen kao Kromov glasnik, ali bez maske.Čovek uzima masku Kromovog glasnika i potapa je u tečnost za koju kaže da je grčka vatra stvorena formulom drevnih druida, nakon čega je zapali. Tada do skrovišta dolazi druga grupa Kromovih slugu, i oni primećuju Zagora kako prisluškuje razgovor, i napadaju ga. Da bi se odbranio od gomile Kromovih slugu, Zagor obara bure sa grčkom vatrom i izaziva požar u skrovištu, nakon čega uspeva da na vreme izađe odatle. Kromov glasnik i Kromove sluge, međutim, ostaju u zapaljenom skrovištu, i živi izgore. Ispred skrovišta, Zagor vidi nekoliko Banši, nakon čega se onesvesti. Nakon nekog vremena, Lušus i Čiko dolaze do njega, prateći znakove koje je on ostavio za Čika u šumi. On se osvesti i priča im šta se dogodilo, ali ni on ni Lušus nemaju objašnjenje zašto je bio u stanju da vidi Banši, ako nema nikakve veze sa Kromovim slugama. Sada kad mu Kromove sluge više ne predstavljaju pretnju, Lušus se sa Zagorom i Čikom vraća nazad do olupine broda.

## Prethodna i naredna epizoda
Prethodna epizoda nosila je naslov Krik Vile zloslutnice (#153), a naredna Povratak samuraja (#155).